# Davide Manenti
Davide Manenti (Torino, 16 aprile 1989) è un velocista italiano, medaglia d'oro con la staffetta 4×100 metri sia agli Europei under 23 di Ostrava 2011 che ai Giochi del Mediterraneo di Mersin 2013; è stato campione italiano assoluto dei 200 m piani nel 2015.

## Biografia

### Gli inizi e i primi titoli italiani giovanili
Inizia a praticare l'atletica leggera nel 2002, all'età di 13 anni, insieme a un gruppo di amici, nella società torinese della Safatletica dove resta sino al 2008; nel 2009 passa a gareggiare per l'Atletica Piemonte e nello stesso anno viene reclutato dall'Aeronautica Militare.
Nel 2004 vince il primo titolo italiano giovanile ai campionati cadetti con l'oro sui 300 m ed anche contribuisce all'argento della staffetta svedese.
Il 2005 lo vede partecipare ed entrambi i campionati allievi, gareggiando tutte e due le volte sui 200 m: esce in batteria agli indoor, mentre giunge ottavo all'aperto.
Nel 2006 vince il suo primo titolo italiano sui 200 m con l'oro ai campionati italiani allievi.
Al primo anno da juniores nel 2007 diventa vicecampione italiano di categoria sui 400 m indoor, mentre all'aperto termina quinto sui 200 m.
In ambito internazionale partecipa a Vittel (Francia) all'Incontro internazionale juniores indoor tra Francia, Germania ed Italia terminando quinto nei 400 m e secondo con la 4x200 m.

### 2008-2010: i Mondiali juniores e il tris di titoli italiani
Nel 2008 durante la stagione all'aperto vince la medaglia d'argento sui 200 m ai campionati italiani juniores e poi agli assoluti di Cagliari viene squalificato in batteria.
A livello internazionale gareggia ai Mondiali juniores svoltisi in Polonia a Bydgoszcz dove esce in semifinale sui 200 m e con la 4x100 m non riesce a superare la batteria.
Nello 2009 ai campionati italiani sia assoluti che di categoria ottiene piazzamenti in finale: agli italiani promesse giunge quinto sia sui 60 m indoor che nei 200 m all'aperto; agli assoluti invece non va oltre la batteria sia nei 400 m indoor (sesto posto con la 4x200 m) che sui 200 m all'aperto (settimo posto con la 4x100 m).
Tripletta di titoli italiani nel 2010: oro agli assoluti indoor con la 4x200 m, agli italiani promesse sui 200 m ed infine agli assoluti con la 4x100 m (quarta posizione sui 200 m).

### 2011-2015: oro con la 4x100 metri sia agli Europei under 23 che ai Giochi del Mediterraneo e il titolo nazionale assoluto sui 200 metri
Nel 2011 conquista il titolo continentale agli Europei under 23 di Ostrava in Polonia con la staffetta 4x100 metri insieme a Michael Tumi, Francesco Basciani e Delmas Obou (sui 200 m non riesce ad andare oltre la semifinale).
In Italia diventa si conferma campione nazionale sia agli assoluti indoor con la 4x200 m che agli italiani promesse nei 200 m; inoltre vince la medaglia di bronzo agli assoluti di Torino sui 200 m.
Nel 2012 prende parte ai Giochi olimpici di Londra in Gran Bretagna con la staffetta 4x100 metri, non riuscendo però a raggiungere la finale; nello stesso anno gareggia pure agli Europei di Helsinki in Finlandia fermandosi in semifinale sui 200 m.
Ai campionati italiani si laurea campione assoluto con la 4x100 m e vince il bronzo nei 200 m; invece agli assoluti indoor giunge quarto sia sui 60 m che con la 4x200 m.
Nel 2013 partecipa all'Europeo per nazioni a Gateshead in Gran Bretagna dove conclude in quinta posizione sia nei 200 m che con la 4x100 m; lo stesso anno vince la medaglia d'oro ai Giochi del Mediterraneo di Mersin in Turchia, sempre con la staffetta 4x100 m (insieme a Simone Collio, Jacques Riparelli e Michael Tumi), mentre si piazza al settimo posto nei 200 m.
Agli assoluti di Milano diventa vicecampione italiano sui 200 m e poi nel 2014 agli assoluti di Rovereto termina al quinto posto sulla stessa distanza.
Il 2015 lo vede vincere il suo primo titolo assoluto individuale con l'oro sui 200 m a Torino.
Prende parte all'Europeo per nazioni svoltosi in Russia a Čeboksary gareggiando in tre specialità: 400 m (nono), 4x100 m (terzo) e 4x400 m (ottavo); sempre in rassegne internazionali, gareggia in finale sui 200 m alle Universiadi di Gwangju in Corea del Sud terminando al quinto posto.

## Record nazionali

### Promesse
- Staffetta 4x100 metri: 39”05 ( Ostrava, 17 luglio 2011)[1]

## Progressione

### 60 metri piani indoor
| Stagione | Tempo | Luogo  | Data      | Rank. Mond. |
| -------- | ----- | ------ | --------- | ----------- |
| 2012     | 6"86  | Ancona | 26-2-2012 |             |
| 2009     | 6"94  | Aosta  | 7-2-2009  |             |

### 100 metri piani
| Stagione | Tempo  | Luogo      | Data      | Rank. Mond. |
| -------- | ------ | ---------- | --------- | ----------- |
| 2015     | 10"52  | Pavia      | 3-5-2015  |             |
| 2014     | 10"70  | Orvieto    | 27-9-2014 |             |
| 2012     | 10"57w | Savona     | 10-6-2013 |             |
| 2010     | 10"51  | Torino     | 12-6-2010 |             |
| 2009     | 10"81  | Torino     | 4-7-2009  |             |
| 2008     | 10"59  | Mondovì    | 14-5-2008 |             |
| 2007     | 10"82  | Bressanone | 15-6-2007 |             |
| 2006     | 11"44  | Cuneo      | 23-9-2006 |             |
| 2005     | 11"68  | Biella     | 10-9-2005 |             |

### 200 metri piani
| Stagione | Tempo  | Luogo       | Data      | Rank. Mond. |
| -------- | ------ | ----------- | --------- | ----------- |
| 2016     | 20"50w | Chiari      | 24-4-2016 |             |
| 2015     | 20"64  | Santhià     | 17-5-2015 |             |
| 2014     | 20"83  | Torino      | 29-6-2014 |             |
| 2013     | 20"60  | Rieti       | 1-6-2013  |             |
| 2012     | 20"76  | Torino      | 8-6-2012  |             |
| 2011     | 21"01  | Ostrava     | 16-7-2011 |             |
| 2010     | 20"94  | Mondovì     | 26-5-2010 |             |
| 2009     | 21"39  | Alessandria | 1-5-2009  |             |
| 2008     | 21"42w | Torino      | 15-6-2008 |             |
| 2007     | 21"80  | Bressanone  | 17-6-2007 |             |
| 2006     | 21"91w | Fano        | 8-10-2006 |             |
| 2005     | 22"15  | Pinerolo    | 29-5-2005 |             |

## Palmarès
| Anno | Manifestazione          | Sede           | Evento      | Risultato  | Prestazione | Note              |
| ---- | ----------------------- | -------------- | ----------- | ---------- | ----------- | ----------------- |
| 2008 | Mondiali U20            | Bydgoszcz      | 200 m piani | Semifinale | 21"50       | [ 2 ]             |
| 2008 | Mondiali U20            | Bydgoszcz      | 4×100 m     | Batteria   | 40"41       | [ 2 ] [ 3 ]       |
| 2011 | Europei U23             | Ostrava        | 200 m piani | Semifinale | 21"01       | [ 4 ]             |
| 2011 | Europei U23             | Ostrava        | 4×100 m     | Oro        | 39"05       | [ 4 ] [ 5 ]       |
| 2012 | Europei                 | Helsinki       | 200 m piani | Semifinale | 21"07       | [ 6 ]             |
| 2012 | Giochi olimpici         | Londra         | 4×100 m     | Batteria   | 38"58       | [ 6 ] [ 7 ]       |
| 2013 | Giochi del Mediterraneo | Mersin         | 200 m piani | 7º         | 20"86       | [ 8 ]             |
| 2013 | Giochi del Mediterraneo | Mersin         | 4×100 m     | Oro        | 39"06       | [ 8 ] [ 9 ]       |
| 2015 | Universiadi             | Gwangju        | 200 m piani | 5º         | 20"82       | [ 10 ]            |
| 2016 | Europei                 | Amsterdam      | 200 m piani | 6º         | 20"66       |                   |
| 2016 | Europei                 | Amsterdam      | 4×100 m     | 5º         | 38"69       |                   |
| 2016 | Giochi olimpici         | Rio de Janeiro | 200 m piani | Batteria   | 20"51       |                   |
| 2018 | Giochi del Mediterraneo | Tarragona      | 200 m piani | 5º         | 20"96       |                   |
| 2018 | Giochi del Mediterraneo | Tarragona      | 4×100 m     | Oro        | 38"49       | Record dei Giochi |
| 2018 | Europei                 | Berlino        | 100 m piani | Semifinale | 20"81       |                   |
| 2018 | Europei                 | Berlino        | 4×100 m     | Batteria   | dq          |                   |
| 2019 | World Relays            | Yokohama       | 4×100 m     | Finale     | dnf         |                   |
| 2019 | Mondiali                | Doha           | 4×100 m     | Batteria   | 38"11       | Record nazionale  |
| 2021 | World Relays            | Chorzów        | 4×100 m     | Oro        | 39"21       | [ 11 ]            |

## Campionati nazionali
- 1 volta campione assoluto dei 200 m (2015)
- 2 volte campione assoluto della 4×100 m (2010 e 2012)
- 2 volte campione assoluto indoor nella 4×200 m (2010, 2011)
- 2 volte campione promesse nei 200 m (2010, 2011)
- 1 volta campione allievi sui 200 m (2006)
- 1 volta campione cadetti nei 300 m (2004)

2004
- Oro ai Campionati italiani cadetti e cadette, (Abano Terme), 300 m - 35"39[12]
- Argento ai Campionati italiani cadetti e cadette, (Abano Terme), Staffetta svedese - 4'48"39[13][14]

2005
- In batteria ai Campionati italiani allievi-juniores-promesse indoor, (Genova), 200 - 23”20[15]
- 8º ai Campionati italiani allievi e allieve, (Rieti), 200 m - 22"64[15]

2006
- Oro ai Campionati italiani allievi e allieve, (Fano), 200 m - 21"91[16]

2007
- Argento ai Campionati italiani allievi-juniores-promesse indoor, (Genova), 400 m - 48"22[17]
- 5º ai Campionati italiani juniores e promesse, (Bressanone), 200 m - 21"80[18]

2008
- Argento ai Campionati italiani juniores e promesse, (Torino), 200 m - 21"42[19]
- In batteria ai Campionati italiani assoluti, (Cagliari), 100 m - dq[20]

2009
- 5º ai Campionati italiani allievi-juniores-promesse indoor, (Ancona), 60 m - 6”96[21]
- In batteria ai Campionati italiani assoluti indoor, (Torino), 400 m - 49"86[22]
- 6º ai Campionati italiani assoluti indoor, (Torino), 4x200 m - 1'29”70[23][24]
- 5º ai Campionati italiani juniores e promesse, (Rieti), 200 m - 21"66[25]
- In batteria ai Campionati italiani assoluti, (Milano), 200 m - 21"78[26]
- 7º ai Campionati italiani assoluti, (Milano), 4x100 m - 41"74[27][28]

2010
- Oro ai Campionati italiani assoluti indoor, (Ancona), 4x200 m - 1'26"96[29][30]
- Oro ai Campionati italiani juniores e promesse, (Pescara), 200 m - 21"19[31]
- 4º ai Campionati italiani assoluti, (Grosseto), 200 m - 21"31[32]
- Oro ai Campionati italiani assoluti, (Grosseto), 4x100 m - 40"30[33][34]

2011
- Oro ai Campionati italiani assoluti indoor, (Ancona), 4x200 m - 1'27"61[35][36]
- Oro ai Campionati italiani juniores e promesse, (Bressanone), 200 m - 21"14[37]
- Bronzo ai Campionati italiani assoluti, (Torino), 200 m - 21"11[38]

2012
- 4º ai Campionati italiani assoluti e promesse indoor, (Ancona), 60 m - 6"86[39]
- 4º ai Campionati italiani assoluti e promesse indoor, (Ancona), 4x200 m - 1'29"50[40][41]
- Bronzo ai Campionati italiani assoluti, (Bressanone), 200 m - 20"94[42]
- Oro ai Campionati italiani assoluti, (Bressanone), 4x100 m - 39"48[43][44]

2013
- Argento ai Campionati italiani assoluti, (Milano), 200 - 20"91[45]

2014
- 5º ai Campionati italiani assoluti, (Rovereto), 200 m - 21"03[46]

2015
- Oro ai Campionati italiani assoluti, (Torino), 200 m - 21"00[47]

2019
- Argento ai campionati italiani assoluti, 200 m piani - 20"92

## Altre competizioni internazionali
2007
- 5º nell'Incontro internazionale juniores indoor Francia-Germania-Italia, ( Vittel), 400 m - 51"54[48]
- Argento nell'Incontro internazionale juniores indoor Francia-Germania-Italia, ( Vittel), 4x200 m - 1'29"10[48][49]

2013
- 5º agli Europei a squadre, ( Gateshead), 200 m - 20"78[50]
- 5º agli Europei a squadre, ( Gateshead), 4x100 m - 39"05[50][51]

2015
- 9º agli Europei a squadre, ( Čeboksary), 400 m - 46"84[52]
- Bronzo agli Europei a squadre, ( Čeboksary), 4x100 m - 38"71[52][53]
- 8º agli Europei a squadre, ( Čeboksary), 4x400 m - 3'06"71[52][54]